# 음극선 발광

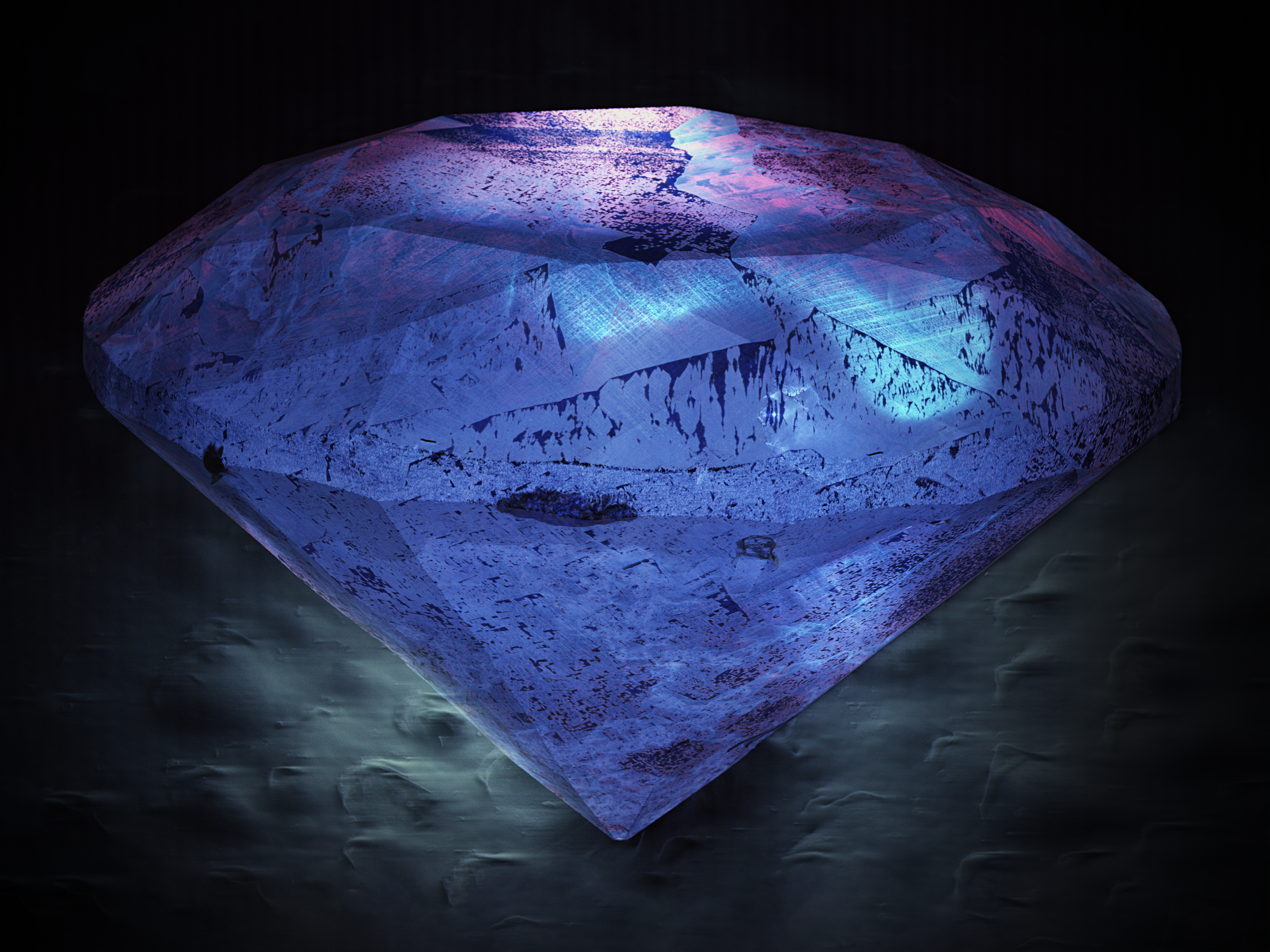
주사전자현미경으로 본 다이아몬드의 컬러 음극발광, 실제 색상

음극선 발광, 음극발광, 음극선 루미네선스(Cathodoluminescence)는 인광체와 같은 발광 물질에 전자가 충돌하여 가시광선 스펙트럼의 파장을 가질 수 있는 광자의 방출을 일으키는 광학 및 전자기학적 현상이다. 익숙한 예는 음극선관을 사용하는 텔레비전 화면의 인광체 코팅 내부 표면을 주사하는 전자빔에 의해 빛이 생성되는 것이다. 음극발광은 광자 조사에 의해 전자가 방출되는 광전 효과의 반대 현상이다.

## 현미경 관찰
지질학, 광물학, 재료과학, 반도체공학 분야에서는 음극발광 검출기가 장착된 주사전자현미경(SEM)이나 광학 음극발광현미경을 사용하여 (재료의 구성, 성장 및 품질에 대한 정보를 얻기 위해) 반도체, 암석, 세라믹, 유리 등의 내부 구조를 순차적으로 검사할 수 있다.

## 같이 보기
- 발광
- 주사전자현미경